# François Rom
François Rom (Anvers, 8 d'abril de 1882 – 2 de febrer de 1942) va ser un tirador belga que va competir a començaments del segle xx.
El 1908 va prendre part en els Jocs Olímpics de Londres, on disputà dues proves del programa d'esgrima. En la competició d'espasa per equips guanyà la medalla de bronze formant equip amb Paul Anspach, Ferdinand Feyerick, Fernand de Montigny, Fernand Bosmans, Victor Willems i Désiré Beaurain. En canvi en la competició d'espasa individual quedà eliminat en les semifinals.
El 1912, als Jocs d'Estocolm, guanyà la medalla d'or en la competició d'espasa per equips.